# مارتن هاسيك
مارتن هاسيك (بالتشيكية: Martin Hašek)‏ هو مدرب كرة قدم ولاعب كرة قدم تشيكي في مركز الوسط، ولد في 11 أكتوبر 1969 في باردوبيتسه في جمهورية التشيك. شارك مع منتخب جمهورية التشيك لكرة القدم. أما مع النوادي، فقد لعب مع أوستريا فيينا ودينامو موسكو وسبارتا براغ وشتورم غراتس ونادي سلوفان ليبيريتس.

## وصلات خارجية
- مارتن هاسيك على موقع الاتحاد الدولي (مؤرشف)  (الإنجليزية)
- مارتن هاسيك على موقع الاتحاد التشيكي (الإنجليزية)
- مارتن هاسيك على موقع قاعدة بيانات كرة القدم.إي يو (الإنجليزية)
- مارتن هاسيك على موقع ناشيونال فوتبول تيمز (الإنجليزية)
- مارتن هاسيك على موقع عالم كرة القدم.نت (الإنجليزية)